# Myrmarachne inermichelis
Myrmarachne inermichelis este o specie de păianjeni din genul Myrmarachne, familia Salticidae, descrisă de Bösenberg, Strand, 1906. Conform Catalogue of Life specia Myrmarachne inermichelis nu are subspecii cunoscute.